# Shi guang de mi mi
Shi guang de mi mi (拾光的秘密S), nota anche con il titolo internazionale Consummation, è una serie televisiva cinese del 2020.

## Trama
Xia Shi non ha mai superato il trauma della morte della compagna di liceo Ye Sang Yu; un particolare esperimento gli permette però di rivivere i momenti del passato, permettendo di scoprire cosa era successo davvero all'amica di cui era innamorato.